# Kubieke meter

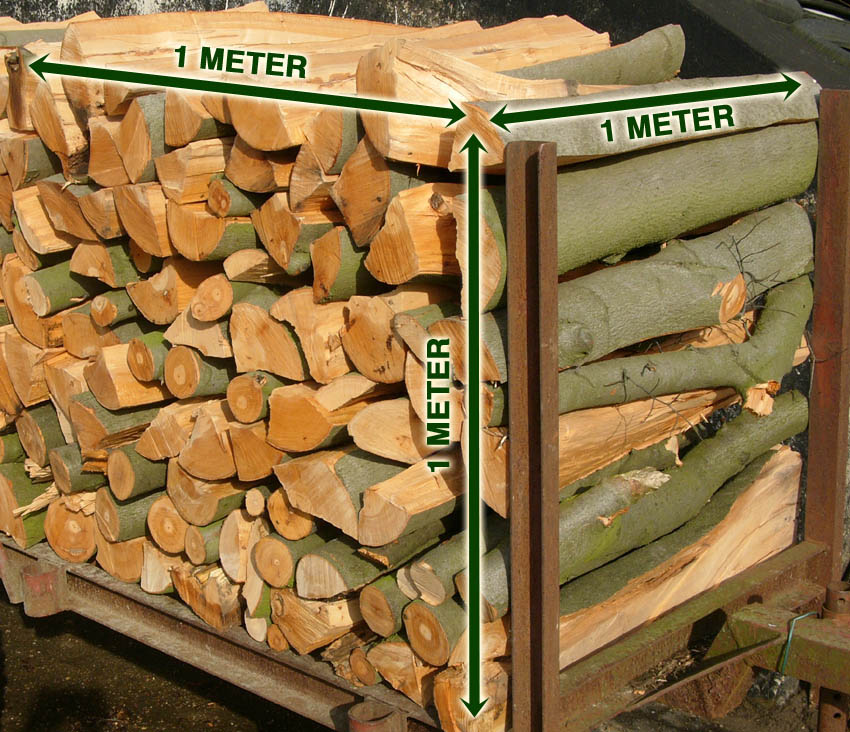
Kuub gestapeld hout ("stère")

De kubieke meter (symbool m³) is een inhoudsmaat en komt overeen met de inhoud van een kubus van 1 m lang, breed en hoog. 1 m³ of kubieke meter komt overeen met 1000 dm³ of 1000 liter. 1 m³ is ook gelijk aan 1.000.000 cm³. Het is een afgeleide SI-eenheid. In het spraakgebruik wordt een hoeveelheid die qua volume overeenkomt met een kubieke meter meestal afgekort als kuub.  
In Nederland en België worden het drinkwater- en gasverbruik van huishoudens door water- en gasmeters in kubieke meters aangegeven. Een grote hoeveelheid gas (gas dat aanwezig is, of de opslagcapaciteit van een reservoir, of het totale verbruik in een bepaalde periode) wordt vaak uitgedrukt in de eenheid bcm (billion cubic meter, miljard kubieke meter).
Omdat het volume van een bepaalde hoeveelheid gas sterk vermindert als het wordt samengeperst, worden gassen voor handelsdoeleinden gemeten in normaal kubieke meter (vaak aangeduid als Nm³, hoewel dit niet past in de SI-eenheden, en bovendien verwarring kan opleveren met de N van Newton). Een normaal kubieke meter is een hoeveelheid gas, technisch vrij van waterdamp, die bij de 'normaaltemperatuur', vaak 0 °C (273,15 K) en de 'normaaldruk', vaak 1,01325 bar, een volume inneemt van 1 m³.
Voor aardgas wordt het aantal kubieke meter daarenboven omgerekend naar dat van gas met een calorische bovenwaarde van 35,17 MJ per kubieke meter. Bij een gas dat bijvoorbeeld een 5% hogere calorische waarde heeft dan normaal, wordt 5% meer normaal kubieke meters in rekening gebracht. Bij de 'groothandel' in aardgas worden de hoeveelheden tegenwoordig niet meer in kubieke meters maar in kilowattuur verrekend.

## Brandhout
Bij brandhout worden in de volksmond vaak de termen kuub en stere (of stère) gebruikt. Hoewel beide eenheden hetzelfde totaalvolume gebruiken (nl. 1 m × 1 m × 1 m), is het volume hout in beide eenheden verschillend. Met andere woorden: 1 kuub bevat niet hetzelfde volume hout als 1 stère.
Een kuub hout komt overeen met 1 m³ hout. Dit is een (theoretisch) massief blok hout van 1 m × 1 m × 1 m. Het soortelijk gewicht van hout in verse toestand bedraagt 600–1100 kg/m³. In de praktijk zit tussen het brandhout lucht, waardoor de kuub als eenheid in de praktijk niet bruikbaar is voor (brand)hout.
In de praktijk wordt voor brandhout de eenheid stère (of stere) gebruikt omdat deze makkelijk te meten is. In essentie drukt de eenheid stère een hoeveelheid brandhout uit die vervat zit in een volume van 1 m³. De officiële afkorting voor de eenheid stere is "st" maar de eenheid stere maakt geen deel uit van het moderne metrische systeem (SI-stelsel) en wordt dus niet gedefinieerd in het SI-stelsel. Er bestaan 3 varianten van de eenheid stere, waarvan 2 varianten in de praktijk bruikbaar zijn.
- Met een vaste stere wordt de hoeveelheid hout in 1 volle kubieke meter zonder tussenruimtes bedoeld. Dit komt overeen met 1 kubieke meter hout. In de praktijk is deze eenheid, net zoals m³ of kuub, voor brandhout niet bruikbaar.
- Een gestapelde stere is een hoeveelheid gezaagd en gekliefd hout netjes gestapeld in een bak van 1 m³
- Een losse stere is een hoeveelheid gezaagd en gekliefd hout willekeurig gestort in een bak van 1 m³

Het werkelijk volume hout in een stere hangt af van de hoeveelheid lucht tussen het hout. De waardes die volgen zijn louter indicatief.
- Voor een gestapelde stère wordt ervan uitgegaan dat 2/3 van het volume hout is (en dus 1/3 lucht). 1 gestapelde stere brandhout bevat dus 0,66 m³ (0,66 kuub) hout. Oftewel 1 m³ brandhout komt overeen met 1,5 stere (gestapeld).
- Een losse stere bevat ongeveer 50% hout en 50% lucht. Een losse stère komt overeen met 0,5 m³ brandhout. Oftewel 1 m³ brandhout komt overeen met 2,0 losse stère.
- Een gestapelde stère heeft minder tussenruimte dan een losse stère. Een losse en gestapelde stere hebben dezelfde afmetingen (namelijk 1 m × 1 m × 1 m) maar een gestapelde stère bevat meer hout dan een losse stère. Als omrekenfactor kan men 3/4 nemen: met andere woorden 1 losse stere bevat evenveel hout als 0,75 gestapelde stère. Andersom: 1 gestapelde stère bevat evenveel hout als 1,33 losse stère.

## Negentiende-eeuwse benaming
In de 19e eeuw, toen een el officieel gelijkgesteld was aan een meter, werd de kubieke meter in Nederland ook 'teerling el' genoemd.